# Otto Stupakoff
Otto Stupakoff (São Paulo, 28 de Junho de 1935 - São Paulo, 22 de abril de 2009) foi um fotógrafo de moda brasileiro. De origem étnica diversa e plural, Otto Stupakoff estudou no Art Center College of Design de Los Angeles (1953-1955), época em que trabalhou como correspondente fotográfico da Revista Manchete. 

## Biografia
De volta ao Brasil, em 1957 estabeleceu seu estúdio em São Paulo, atuando no campo da fotografia de moda e da publicidade. Fotografou a construção de Brasília a pedido do arquiteto Oscar Niemeyer.
Foi o precursor da fotografia de moda no Brasil, em 1958, ao fotografar a atriz Duda Cavalcanti, "a pioneira garota de Ipanema", com uma roupa do estilista Dener Pamplona. 
"Jamais havia visto uma foto de moda publicada no Brasil, antes de eu fazer a primeira. É incrível, porque já éramos uns 100 milhões de habitantes. Pedi ao Dener um vestido emprestado. Coloquei na mala, peguei um ônibus para o Rio de Janeiro, combinei com minha namorada, Duda Cavalcanti, e fomos para a casa do Heitor dos Prazeres, amigo pintor e sambista, que morava numa casa art nouveau. Nesse terraço, coloquei a Duda com o vestido do Dener, que ele havia feito, em 1955. Era um vestido branco e azul-marinho. Nesse dia, no terraço da casa de Heitor, a Duda vestindo Dener, foi feita a primeira foto de moda no Brasil. Essa foto, que fiz para mim, nunca foi publicada."
Em 1965, aos 30 anos e no auge de seu sucesso no Brasil, mudou-se para Nova York e colaborou com diversas publicações, como Life e Look. Além dos editoriais de moda, destacou-se pelos retratos de celebridades, mas também de pessoas anônimas. Seu trabalho foi marcado  pela influência de Richard Avedon, seu mestre declarado, de Helmut Newton e da pintura de Balthus.
Stupakoff foi também responsável por centenas de ensaios para grandes revistas, como Vogue, Harper's Bazaar, Cosmopolitan, Elle e Esquire. Instalou-se em Paris, entre 1973 e 1976, onde fotografou para Vogue, Elle e Stern, entre outras publicações. Voltou ao Brasil em 1976, onde permaneceu até 1980. Em 1981, estabeleceu -se em Nova Iorque, tornando-se cidadão americano em 1984.
Recebeu o prêmio especial do júri do Art Directors Club (Paris, 1981) e o DuPont Award (Paris, 1986). 
Fotografou várias personalidades como Truman Capote, o ex-presidente norte-americano Richard Nixon, a atriz Bette Davis, Grace Kelly, Jack Nicholson, Sharon Tate, Tom Stoppard, Leonard Cohen, Paul Newman, Sophia Loren, Jorge Amado, Antonio Carlos Jobim, Pelé, Kate Moss, entre outras. Foi um dos primeiros brasileiros a integrar o acervo do Museu de Arte Moderna (Nova Iorque).
Também realizou trabalhos importantes de fotojornalismo. Chegou a ser preso, interrogado e quase morto por soldados do Khmer Rouge, em 1994, ao fotografar as ruínas de Angkor Wat e os killing fields, nas selvas de Battambang. Suas fotos do Camboja foram exibidos na Academia de Ciências de Nova York e leiloadas para arrecadar fundos para as vítimas de minas terrestres. 
Foi ao Ártico quatro vezes, e aprendeu com os inuítes a caçar focas com arpão e a construir um iglu. 
Otto também foi professor de fotografia na Parsons The New School for Design, em Nova York .
Vivia em São Paulo desde 2005, ano em que, comemorando seus 50 anos de carreira, realizou-se uma exposição retrospectiva de sua obra, no prédio da Bienal, durante a São Paulo Fashion Week. A mostra, denominada Moda sem fronteiras, foi organizada pelos fotógrafos Bob Wolfenson e Fernando Laszlo. Um ano depois, foi lançado o livro Otto Stupakoff, pela editora Cosac & Naify.
Em 2008, sua obra fotográfica - um acervo de aproximadamente 16 mil fotos - foi incorporada pelo Instituto Moreira Salles.
Otto Stupakoff sofria de Alzheimer. Faleceu na madrugada do dia 22 de abril de 2009, em um apart-hotel de São Paulo, dias após o encerramento de uma grande exposição dos seus trabalhos, no Centro Cultural do Instituto Moreira Salles, Rio de Janeiro. Tinha seis filhos, de três casamentos (um deles, com a Miss Universo 1966, Margareta Arvidsson) e onze netos.

## Mostras

### Individuais
- 2009 - Otto Stupakoff. Instituto Moreira Salles. São Paulo,SP.
- 2004 – Espasso Gallery, Nova Iorque, Estados Unidos
- 2005 – Moda Sem Fronteiras, São Paulo Fashion Week, Pavilhão da Fundação Bienal

### Coletivas
- 1963 – New York World Fair - Pavilhão Kodak, Estados Unidos
- 1964 – 43d Exhibition of the Art Director´s Club of New York, Estados Unidos
- 1970 – The Best of Harpers Bazaar, Doubleday Gallery, Nova Iorque, Estados Unidos
- 1978 – Museu de Arte de São Paulo Assis Chateaubriand
- 1978 – Museu da Imagem e do Som, Rio de Janeiro
- 1978 – Escola de Artes Visuais do Parque Lage, Rio de Janeiro
- 1988 – 63/66 Figura e Objeto, Galeria Millan, São Paulo
- 1982 – The Nude by Fashion Photographers, Staley-Wise Gallery, Nova Iorque.
- 1998 - A Imagem do Som de Caetano Veloso, Paço Imperial, Rio de Janeiro.

## Publicações
- Otto Stupakoff: Fotografias. São Paulo: Práxis, 1978.
- Art to wear. Estados Unidos, 1986.
- Rioerótico. Nova Iorque: HarperCollins/ReganBooks, 2006.
- Otto Stupakoff. São Paulo: Cosac & Naify, 2006.
- Sequências. Apresentação de Bob Wolfenson. Instituto Moreira Salles, agosto de 2009.